# Кацуо Канда
Кацуо Канда (јап. 神田 勝夫; 21. јун 1966) бивши је јапански фудбалер.

## Каријера
Током каријере играо је за НКК, Серезо Осака, Јокохама Ф. Маринос и Албирекс Нигата.

## Репрезентација
За репрезентацију Јапана дебитовао је 1995. године.

## Статистика
| Јапан  | Јапан | Јапан |
| Год.   | Ута.  | Гол.  |
| ------ | ----- | ----- |
| 1995   | 1     | 0     |
| Укупно | 1     | 0     |